# Панки (платформа)
Панки́ — остановочный пункт Рязанского направления Московской железной дороги в городе Люберцы Московской области. Находится в границах станции Люберцы I.
Бывшая узловая станция. Назван в 1929 году по деревне Панки. Прежнее название: Платформа 22 версты. При электрификации линии у платформы Панки в 1933—1935 годах сооружено электродепо Панки, первое электродепо на участке Москва—Раменское.
Стала крупной промышленной станцией[когда?]

. Вблизи станции Панки в посёлке Томилино размещено производство Московского вертолётного завода имени М. Л. Миля.
До 1997 года существовало пассажирское движение пригородных поездов от станции Панки (с отдельного пути) по соединительной ветви на линию Люберцы 2 — Дзержинская. В настоящее время оно прекращено, а соединительная ветвь с тупиковым путём, по которой от станции следовали электропоезда, разобрана, на указанной линии остаётся только грузовое движение. Ныне путевое развитие у платформ входит в границы станции Люберцы I, Панки — платформа в границах этой станции.
В районе остановочного пункта заканчивается четырёхзначная светофорная автоблокировка на 3 и 4 путях, на 1 и 2 путях продолжается до Раменского.

## Массовая культура
Название этой станции вдохновило рок-барда Александра О’Шеннона на написание достаточно популярной в 90-е гг. XX века песни «На станции Па́нки». Впрочем, ударение в этой песне проставлено неправильно, что признаёт и сам автор. Дом с трубой (вернее, барак) стоял севернее ж/д путей вдоль дорожки, ведущей к проходной МВЗ им. М. Л. Миля. Был снесён при строительстве гаражного кооператива не позднее середины 80-х годов XX века.